# Albert E. Carter

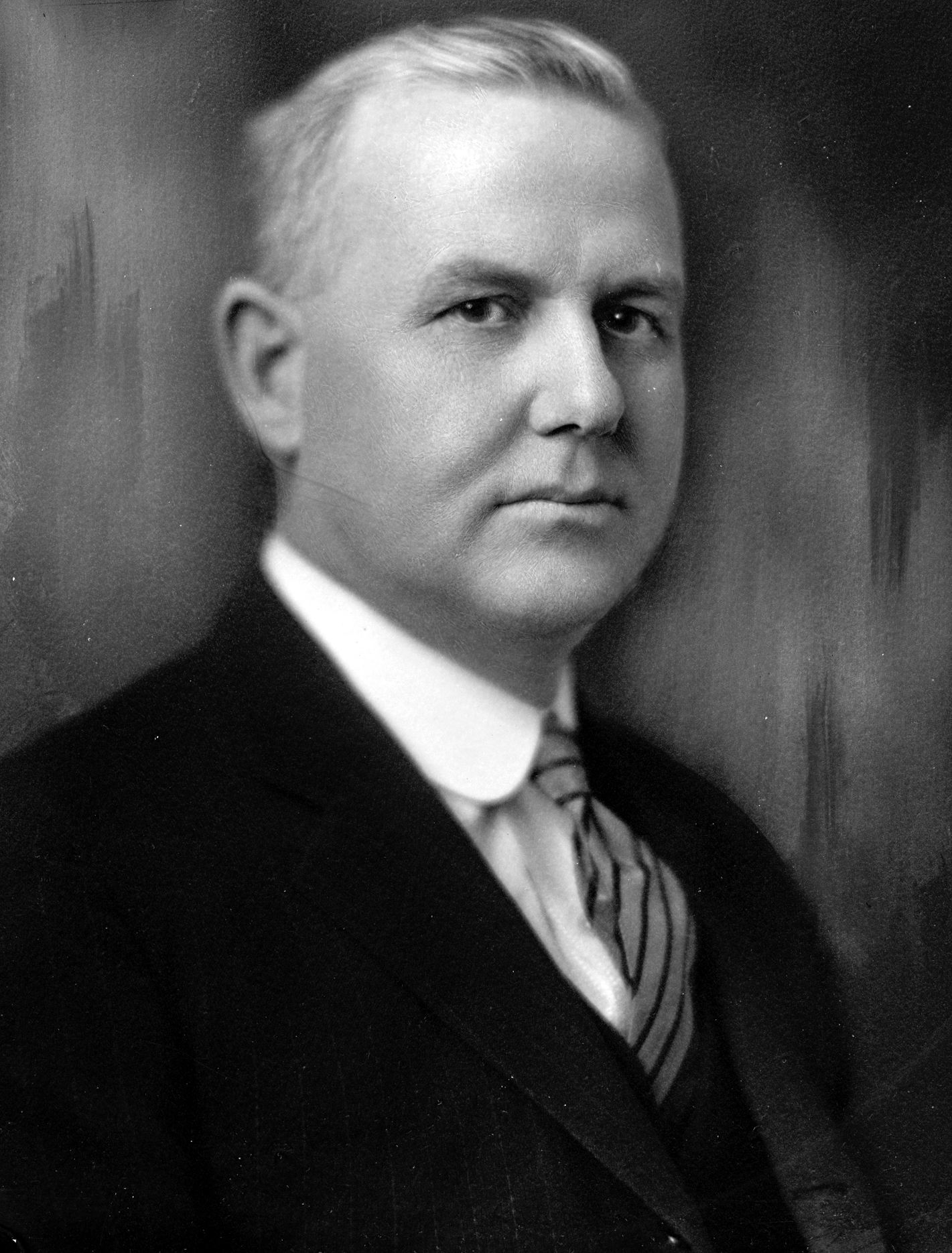
Albert E. Carter

Albert Edward Carter (* 5. Juli 1881 bei Visalia, Kalifornien; † 8. August 1964 in Oakland, Kalifornien) war ein US-amerikanischer Politiker. Zwischen 1925 und 1945 vertrat er den Bundesstaat Kalifornien im US-Repräsentantenhaus.

## Werdegang
Albert Carter besuchte die öffentlichen Schulen seiner Heimat und danach bis 1903 die San José State Normal School. Die folgenden sechs Jahre arbeitete er als Lehrer. Nach einem anschließenden Jurastudium an der University of California in Berkeley und seiner 1913 erfolgten Zulassung als Rechtsanwalt begann er in Oakland in diesem Beruf zu praktizieren. Während des Ersten Weltkrieges vertrat er zwischen 1917 und 1919 die vom Kriegsministerium eingesetzte Kommission zur Kontrolle der militärischen Ausbildungslager. In den Jahren 1920 und 1921 war Carter juristischer Vertreter des staatlichen Pharmazieausschusses. Von 1921 bis 1925 war er für die Stadtverwaltung von Oakland Beauftragter für öffentliche Aufträge. Im Jahr 1923 entwickelte er einen Plan zum Ausbau der Hafenanlagen im östlichen Teil der Bucht von San Francisco. Carter war auch Präsident der Vereinigung der Hafenverwaltungen an der amerikanischen Westküste (Pacific Coast Association of Port Authorities).
Politisch schloss er sich der Republikanischen Partei an. Bei den Kongresswahlen des Jahres 1924 wurde er im sechsten Wahlbezirk von Kalifornien in das US-Repräsentantenhaus in Washington, D.C. gewählt, wo er am 4. März 1925 die Nachfolge von James H. MacLafferty antrat. Nach neun Wiederwahlen konnte Carter bis zum 3. Januar 1945 zehn Legislaturperioden im Kongress absolvieren. Seit 1933 wurden dort die New-Deal-Gesetze der Bundesregierung unter Präsident Franklin D. Roosevelt verabschiedet; ab 1941 war auch die Arbeit des Kongresses von den Ereignissen des Zweiten Weltkrieges geprägt. Im Jahr 1933 wurden der 20. und der 21. Verfassungszusatz ratifiziert.
1944 wurde Albert Carter nicht wiedergewählt. Nach dem Ende seiner Zeit im US-Repräsentantenhaus betätigte er sich wieder als Anwalt. Dabei unterhielt er Kanzleien in Kalifornien und in der Bundeshauptstadt Washington. Er starb am 8. August 1964 in Oakland.